# ジヒドロカルベオールデヒドロゲナーゼ
ジヒドロカルベオールデヒドロゲナーゼ（dihydrocarveol dehydrogenase）は、次の化学反応を触媒する酸化還元酵素である。
1,6-ジヒドロカルベオール + NAD+ {\displaystyle \rightleftharpoons } p-メント-8-エン-2-オン + NADH + H+
反応式の通り、この酵素の基質は1,6-ジヒドロカルベオールとNAD+、生成物はp-メント-8-エン-2-オンとNADHとH+である。
組織名はmenth-8-en-2-ol:NAD+ oxidoreductaseで、別名にcarveol dehydrogenase (ambiguous)がある。